# Enrique Marshall Rivera
Enrique Ignacio Marshall Rivera (3 de agosto de 1951) es un economista y académico chileno. Fue presidente del Banco del Estado de Chile entre 2017 y 2018 y consejero del Banco Central de Chile entre 2005 y 2015.

## Familia y estudios
Hijo de Filomena Rivera Cruchaga y Enrique Marshall Silva, abogado que se desempeñó como intendente de Bancos y como superintendente en dos ocasiones (1968-1970 y 1973-1974). Su tío, Jorge Marshall Silva, ocupó la gerencia del Departamento de Estudios del Banco Central entre 1959 y 1974. Es el hermano mayor de otros seis hombres y una mujer, entre los que destaca Jorge, ministro de Economía del presidente Patricio Aylwin y consejero del Banco Central de Chile entre 1993 y 2003, y Guillermo, prorrector de la Pontificia Universidad Católica de Chile (PUC) (2010-actualidad) y previamente decano de la Facultad de Matemáticas de la PUC entre 2004 y 2010.
Cursó su enseñanza básica en el Liceo Alemán de la capital y más tarde en el Colegio San Ignacio, al cual fue trasladado con sus hermanos para educarse cerca de uno de sus dos tíos jesuitas, que laboraba ahí como prefecto. Con posterioridad ingresó a estudiar ingeniería comercial a la Universidad de Chile con el puntaje más alto de su promoción.
Como la universidad se cerró tras el golpe de Estado de 1973, debió terminar la carrera en la Pontificia Universidad Católica del Ecuador, de Quito, donde también hizo clases de econometría. Posteriormente volvió a Chile para casarse con María Verónica Silva, también ingeniera comercial. Posteriormente partió a estudiar a los Estados Unidos a la Universidad de Notre Dame, donde obtuvo los grados de máster (1980) y doctor (1987) en economía.

## Carrera profesional
Trabajó en el Centro de Investigaciones y Desarrollo de la Educación, entidad que llegó a presidir. Tras sus estudios en Estados Unidos, ingresó al Departamento de Estudios del Banco de Talca, donde conoció al economista democratacristiano Carlos Massad. Durante esa época la entidad empezó a enfrentar problemas, por lo que emigró al Instituto de Estudios Bancarios Guillermo Subercaseaux —que dirigía María Elena Ovalle— como director académico. Paralelamente asesoraba a la Asociación de Bancos e Instituciones Financieras. Más tarde fue jefe de estudios del grupo Angelini.
Fue designado intendente de Bancos por el presidente Patricio Aylwin en 1990, cargo que ocupó hasta mediados del año siguiente, cuando Roberto Zahler —entonces vicepresidente del Banco Central— lo reclutó para la gerencia general de dicho instituto emisor, para reemplazar a Julio Acevedo. En ese cargo fue el encargado de racionalizar la estructura del banco autónomo, lo que implicó despedir a casi la mitad de la planilla. En 1993 decidió renunciar para evitar suspicacias, cuando su hermano Jorge fue nombrado consejero. Partió entonces al sector privado, donde se desempeñó como uno de los ejecutivos de confianza del grupo Luksic en los bancos O'Higgins y Santiago.
Regresó al sector público en 2000, en el Gobierno de Ricardo Lagos, esta vez como superintendente de Bancos e Instituciones Financieras, cargo que dejó en agosto de 2005 para retomar la gerencia del Banco Central.
En diciembre de 2005 fue propuesto para ocupar el cargo de consejero del Banco Central por diez años, planteamiento que fue respaldado por la unanimidad del Senado. En febrero de 2014 fue nombrado vicepresidente de la institución, cargo que dejó en agosto de 2015, una vez anunciada su salida anticipada de la entidad monetaria, con miras a asumir, el 15 de octubre de ese mismo año, como vicepresidente de BancoEstado. El 5 de octubre de 2017 fue nombrado presidente de BancoEstado.

## Nota
1. ↑  Se le considera cercano al Partido por la Democracia.[cita requerida]
2. ↑  Su prima, Isabel Marshall, había obtenido el mejor puntaje de los seleccionados para estudiar dicha carrera, pero finalmente ella decidió no ingresar.